# 狐狸之声
『狐狸之声』（きつねのこえ、Voice of Fox）は、光线君による中国の漫画作品。『爱奇艺漫画』（iQIYI）にて連載中。アイドルのコンチュエと、そのゴーストシンガーのフーリが協力して芸能界の頂点を目指す。

## 登場人物
フーリ
声 - 河西健吾
主人公。キツネのお面を被っているネットシンガー。母の治療費を稼ぐためにコンチュエのゴーストシンガーをしている。
コンチュエ
声 - 菅沼久義
顔は良いが歌が下手な新人アイドル。
ジーホティエン
声 - 日野聡
人気アイドル。
チュユン
声 - 香里有佐
アイドルグループ「LOVE SEASON」のメンバー。フーリの幼馴染み。
キム社長
声 - 速水奨
ホンイェ
声 - 元吉有希子
シュアル
声 - 前田玲奈
ユシン
声 - 青木志貴
ジャンヤオ
声 - 木村昴

## テレビアニメ
2018年10月より12月までTOKYO MXほかにて放送された。中国ではiQIYIで配信。

### スタッフ
- 原作 - VOICE OF FOX／光線君
- 監督 - 於地紘仁[1]
- シリーズ構成 - 成田良美[1]
- キャラクターデザイン - つなきあき[1]
- プロップデザイン - 西村理恵[1]
- 美術設定 - 志和史織（KUSANAGI）[1]
- 美術監督 - 熊野はつみ、山根左帆（KUSANAGI）[1]
- 色彩設計 - 松森より子[1]
- 撮影監督 - 中野遼太郎、松崎信也[1]
- 編集 - 瀧川三智（REAL-T）[1]
- 音楽 - 野崎美波[1]
- エンジニア - 新保正博（Mixer's Lab）
- 音楽制作管理 - こじまひろみ
- 音楽制作 - MIK
- 音響監督 - 菊田浩巳[1]
- 音響効果 - 石野貴久[1]
- 音響制作 - タバック[1]
- 出品 - 龔宇
- 総指揮 - 楊暁軒
- 企画 - 劉向東
- プロデューサー - 李輝、多藝尊元、山口聰[1]
- アニメーションプロデューサー - 漆山淳[1]
- 映像ディレクター - 椿井寛司[1]
- アニメーション制作 - ゆめ太カンパニー[1]
- 製作 - IQIYI / SUCCESS ANIMATION

### 主題歌
オープニングテーマ「COME:BACK Stage!」
作詞 - Mitsu / 作曲 - Lucas / 編曲 - Lucas、岡野裕次郎、隼兎 / 歌 - LoveDesire
第12話はエンディング位置で使われた。
エンディングテーマ「HOPE」
作詞 - Mitsu / 作曲 - 内海孝彰 / 編曲 - すこっぷ / 歌 - 鹿乃
挿入歌
「禁断の恋」（第1話、第3話、第4話、第6話）
作詞 - Mitsu / 作曲・編曲 - 小旭音楽-Tureleon / 振付 - YASU-CHIN、Hai-zi / 歌 - フーリ（河西健吾）
「花の約束」（第1話、第3話、第6話）
作詞 - Mitsu / 作曲・編曲 - 小旭音楽-Tureleon / 振付 - Nancy、めー、MayukO、morocco / 歌 - 歌 - チュユン（香里有佐）、ホンイェ（元吉有希子）、シュアル （前田玲奈）、ユシン（青木志貴）
「軌跡」（第12話）
作詞 - Mitsu / 作曲・編曲 - 小旭音楽-黄龍 / 歌 - フーリ（河西健吾）
「HOPE」（第12話）
作詞 - Mitsu / 作曲・編曲 - 内海孝彰 / ジーホティエン（日野聡）

### 各話リスト
| 話数       | サブタイトル   | 脚本       | 絵コンテ   | 演出     | 作画監督                                                |
| ---------- | -------------- | ---------- | ---------- | -------- | ------------------------------------------------------- |
| EPISODE 01 | 偽りの声       | 成田良美   | 於地紘仁   | 小坂春女 | 原田練気 江口麻里                                       |
| EPISODE 02 | 誰かが見ている | 成田良美   | 於地紘仁   | 藤本義孝 | Kim Seong-beom Seo Jung-ha                              |
| EPISODE 03 | 暗闇のステージ | 加賀末恵   | 於地紘仁   | 藤本義孝 | 萩原しょう子 今野幸一 渡辺まゆみ 槙田一章 反町司 興石暁 |
| EPISODE 04 | 揺らぐ声       | 宇恩寺稚子 | 石山タカ明 | 柳瀬雄之 | 原田練気 江口麻里                                       |
| EPISODE 05 | 三日間のゲーム | 宇恩寺稚子 | 小坂春女   | 小坂春女 | 江口麻里 原田練気                                       |
| EPISODE 06 | 罠             | 成田良美   | 於地紘仁   | 藤本義孝 | 萩原しょう子 島崎知美 槙田一章                          |
| EPISODE 07 | 絶望           | 成田良美   | 於地紘仁   | 前園文夫 | 斉藤圭太 青木一紀 中村路之将                            |
| EPISODE 08 | 見知らぬ空の下 | 加賀末恵   | 石山タカ明 | 小坂春女 | 原田練気 江口麻里 西野理恵                              |
| EPISODE 09 | 消せない傷痕   | 加賀末恵   | 柳瀬雄之   | 柳瀬雄之 | Kim Sung-il 江口麻里 原田練気                           |
| EPISODE 10 | ふたりの歌     | 宇恩寺稚子 | 於地紘仁   | 藤本義孝 | 萩原しょう子 槙田一章                                   |
| EPISODE 11 | 告発の波紋     | 加賀末恵   | 小坂春女   | 小坂春女 | 江口麻里 原田練気                                       |
| EPISODE 12 | 真実の声       | 成田良美   | 於地紘仁   | 於地紘仁 | 江口麻里 原田練気                                       |

### 放送局
| 放送期間                  | 放送時間                     | 放送局   | 対象地域 | 備考                      |
| ------------------------- | ---------------------------- | -------- | -------- | ------------------------- |
| 2018年10月5日 - 12月21日  | 金曜 22:30 - 22:45           | AT-X     | 日本全域 | CS放送 / リピート放送あり |
| 2018年10月9日 - 12月25日  | 火曜 1:10 - 1:25（月曜深夜） | TOKYO MX | 東京都   |                           |
| 2018年10月11日 - 12月27日 | 木曜 2:00 - 2:15（水曜深夜） | TwellV   | 日本全域 | BS放送                    |